# Avinguda de la Llum
L'avinguda de la Llum era una galeria comercial subterrània de Barcelona ubicada sota el carrer de Pelai, tocant a la Rambla, entre la plaça de Catalunya, el carrer de Balmes i el carrer de Bergara, al costat del vestíbul dels Ferrocarrils de la Generalitat de Catalunya, oberta des del 1940 fins al 1990. Va ser la primera galeria comercial subterrània de Barcelona i d'Europa.

## Història
L'impulsor del projecte fou Jaume Sabaté Quixal i fou inaugurada el 28 de juliol de 1940 pel general Múgica en representació del capità general, amb un discurs patriòtic i l'entonació de la Marxa Reial. Més tard, el 30 d'octubre del mateix any, el capellà Joan Salvans, en nom del bisbe administrador de la Diòcesi, va beneir-ne les instal·lacions. Malgrat tot, el túnel ja existia des de 1929, ja que va ser construït com a part de l'estació de plaça de Catalunya dels FGC amb motiu de l'Exposició Internacional de Barcelona de 1929.
Va ser premiada per l'Ajuntament de Barcelona i va ser declarada atracció turística i forana el 1949, sent el Cine Avenida de la Luz una de les seves principals atraccions. L'avinguda havia de formar part d'una ciutat subterrània que aniria des de la Rambla de Catalunya fins a la plaça d'Urquinaona, però a partir de la dècada de 1960 va començar el seu declivi i als setanta va quedar pràcticament abandonada pels usuaris i les autoritats. Durant bona part del dia va acabar sent el refugi de nombrosos rodamons. Les condicions higièniques eren molt precàries i el nombre de comerços actius va disminuir a més de la meitat, la majoria bars.

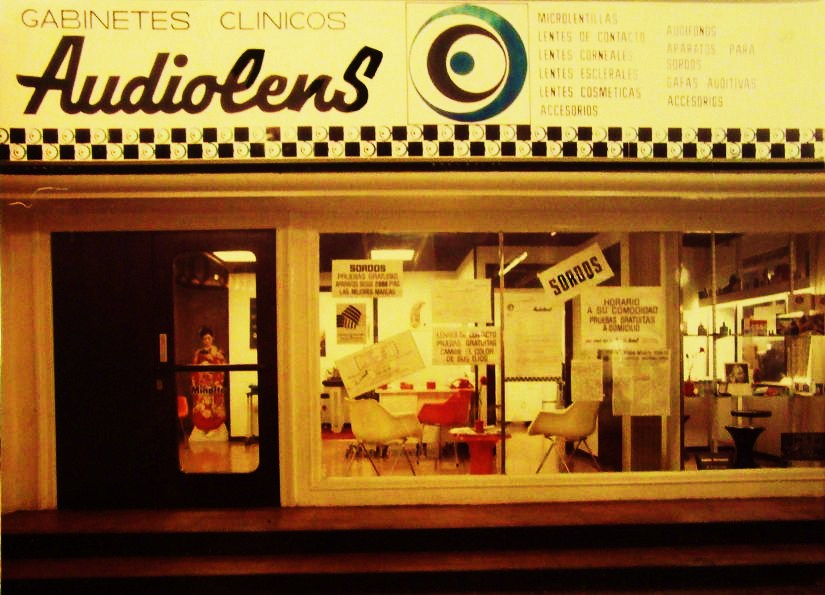
Antiga botiga d'òptica de l'avinguda de la Llum

L'any 1990 es va tancar definitivament. Els problemes tècnics i econòmics i el buit legal finalment van fer inviable el projecte de Ciutat Subterrània. Hi va haver dues propostes de remodelació: el 1950 i el 1984, en què es va proposar convertir l'avinguda en un centre artesanal semblant als que hi havia en altres ciutats europees, però no es van dur a terme. El projecte de reurbanització del que fins llavors es coneixia com a Triangle de la Vergonya - el solar que hi havia al carrer de Pelai, que havia de ser ocupat per un centre comercial (El Triangle)- va acabar forçant-ne la desaparició. Val a dir que aquest solar ja havia tingut diverses propostes d'urbanització des de feia anys. Part dels antics comerciants de l'avinguda encara segueixen actius, ja sigui en nous locals a la ciutat o en d'altres que ja tenien.

## Avui dia
Part del passadís subterrani de l'avinguda de la Llum és ocupat per la marca de cosmètics francesa Sephora, que alhora pertany al centre comercial El Triangle, on encara s'hi poden veure les característiques columnes, ara pintades de blanc i negre. La resta, que pertany als FGC, ha quedat tapiat o amagat, com és el cas del Cinema Avenida de la Luz o El Saló Recreatiu.

## Curiositats
- L'avinguda de la Llum és l'escenari del videoclip d'una cançó de Loquillo dedicada a aquest indret.[7]
- Bigas Luna hi va rodar una escena de Bilbao,[8] la seva segona pel·lícula, el 1978.
- El 8 de maig de 2008 un grup d'aficionats i nostàlgics de l'avinguda van aconseguir el permís dels operaris d'FGC per accedir a les seves restes i visitar-les.